# Emil Weirauch
Emil Weirauch (7. ledna 1939, Dukovany – 18. června 1976, Brno) byl český malíř.

## Biografie
Emil Weirauch se narodil v roce 1939 v Dukovanech, kde jeho otec působil jako zahradník na zámku, později odešel do Brna, kde se učil malovat u Františka Václava Süssera a navštěvoval kurzy ve Škole uměleckých řemesel. Posléze se stal členem několika výtvarných skupin jako jsou SVU Aleš, SVU Purkyně, Bloku výtvarných umělců moravskoslezských, Svazu československých výtvarných umělců a skupiny M. Věnoval se kresbě lokálních oblastí z okresu Třebíč nebo malbě květinových zátiší.

## Výstavy

### Samostatné
- 1955, Dům umění města Brna, Brno (Emil Weirauch: Z dílny)
- 1956, Dům umění, Ostrava (Emil Weirauch: Soubor malířských prací z posledních let)
- 1958, Galerie Dílo, Zlín (Emil Weirauch: Obrazy)
- 1959, Výstavní síň závodního klubu ROH, Fakultní nemocnice, Brno (Emil Weirauch: Výstaviště v obrazech)
- 1962, Kabinet umění, Brno (Emil Weirauch: Obrazy)
- 1964, Moravský Krumlov[1]
- 1964, Dukovany[1]
- 1966, Moravské zemské muzeum, Brno (Emil Weirauch: Monotypy)
- 1969, Kabinet umění, Brno (Emil Weirauch: Výstava obrazů 1947 - 1966)
- 1981, Dům pánů z Kunštátu, Brno (Emil Weirauch: Obrazy)

### Společné
- 1941, Studijní ústav, Zlín (Druhá výstava mladých výtvarníků ve Zlíně)
- 1946, Pavilon Myslbek, Praha (Člověk a práce)
- 1946, Síň Sdružení výtvarníků Purkyně, Praha (SV Purkyně: Kresby a akvarely)
- 1949, Dům umění města Brna, Brno (Výtvarná tvář Brna - členská výstava SVU Aleš)
- 1955, Dům umění města Brna, Brno (Výtvarní umělci k 10. výročí osvobození)
- 1956, Dům umění města Brna, Brno (Výtvarní umělci Brněnského kraje)
- 1959, Kabinet umění, Brno (Skupina M)
- 1959, Výstavné miestnosti ÚSČSVU, Bratislava (Skupina moravských výtvarníkov)
- 1959, Dům umění města Brna, Brno (Výstava moravských výtvarníků)
- 1961, Dům umění města Brna, Brno (Členská výstava výtvarných umělců Jihomoravského kraje)
- 1961, Dům umění, Zlín (Výtvarní umělci Jihomoravského kraje)
- 1962, Dům umění města Brna, Brno (Členská výstava SČSVU 1962 Brno)
- 1963, Dům umění města Brna, Brno (Konfrontace brněnských tvůrčích skupin)
- 1963, Dům umění, Hodonín (Členská výstava 1963)
- 1964, Dům umění města Brna, Brno (Členská výstava výtvarných umělců Jihomoravského kraje)
- 1964, Třebíč[1]
- 1965, Dům umění města Brna, Brno (Členská výstava oblastní pobočky SČSVU v Brně)
- 1966, Mánes, Praha (Brněnská bilance)
- 1967, Dům umění města Brna, Brno (Brněnský salón)
- 2004, Dům umění města Brna, Brno (Mezi námi skupinami)